# Markus Beerbaum

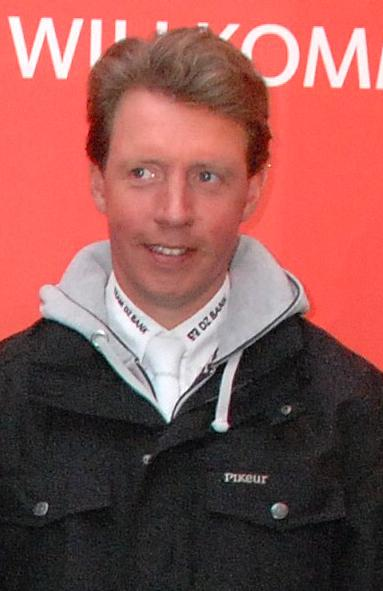
Markus Beerbaum (2010)

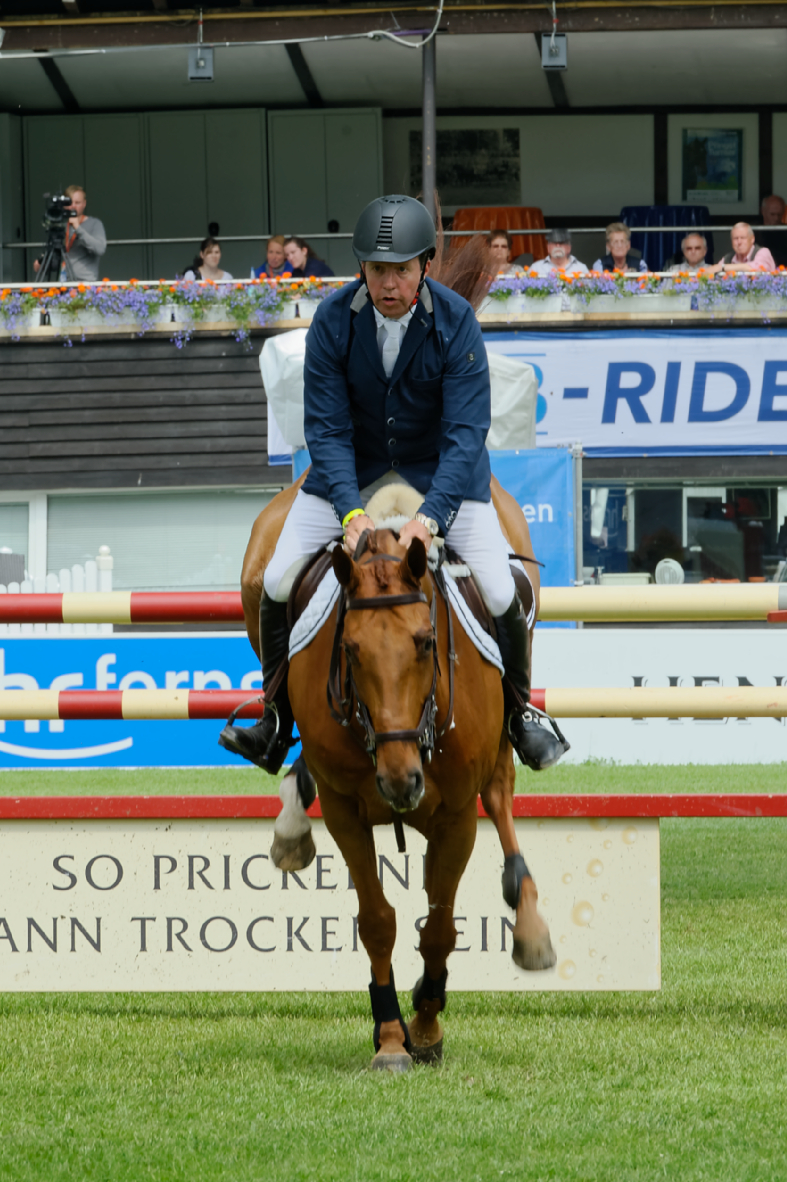
Markus Beerbaum auf Charmed 2 beim CSIYH* in Wiesbaden 2015

Markus Beerbaum (* 16. November 1970 in Adelebsen) ist ein deutscher Springreiter und Trainer.
Seine größten sportlichen Erfolge waren der Gewinn der Weltmeisterschaft in Rom mit der Mannschaft 1998 und der Sieg mit der Mannschaft bei den Europameisterschaften in Mannheim 1997. Markus Beerbaum ist der Bruder des Olympiasiegers Ludger Beerbaum. Er ist seit 1998 mit der Springreiterin Meredith Michaels-Beerbaum verheiratet. Am 27. Februar 2010 wurde ihre gemeinsame Tochter Brianne Victoria geboren. Meredith und Markus leben auf der Anlage des verstorbenen Weltmeisters Gerd Wiltfang in Thedinghausen.
Beerbaum stellte seine eigene sportliche Karriere hinter die Karriere seiner Ehefrau und steht dieser bei Turnieren vielfach zur Seite. Zudem konzentriert er sich auf das Training anderer Reiter sowie auf die Ausbildung und den Verkauf von Pferden. Während der Schwangerschaft seiner Frau ritt er ihre jüngeren Pferde.
In den Winterhalbjahren feierte er zudem größere Erfolge, insbesondere mit seinem Pferd Leena (so beim Weltcupfinale 2007). Im Oktober 2008 verabschiedete er Leena bei den German Classics in Hannover.

## Pferde
- Loredes (* 2003), brauner Holsteiner Wallach, (Vater: Lordanos, Mutter-Vater: Lasino)
- Charmed 2, Hannoveraner, 7-jährig beim CSIYH* in Wiesbaden 2015
- Constantin 24 (1994–2019), brauner Holsteiner Wallach[3]

## Große Erfolge (Auswahl)
- Sieg im Großen Preis von Stuttgart 1993 mit Almox Alex
- Mannschaftseuropameister 1997 mit Lady Weingard
- Goldmedaille mit der Mannschaft bei den Weltreiterspielen 1998 mit Lady Weingard
- Sieg Weltcupspringen London 2006 mit Leena
- Sieg Weltcupspringen Amsterdam 2007 mit Leena
- 3. Platz Weltcupfinale Las Vegas 2007 mit Leena